# Mustache e os Apaches
Mustache & os Apaches é uma banda brasileira de folk e bluegrass formada no ano de 2011 em São Paulo.

## História
A Mustache & os Apaches foi formada, em janeiro de 2011, pelos gaúchos Pedro Pastoriz (voz, violão e banjo), Tomás Oliveira (voz e baixo), Axel Flag (voz e percussão), Rubens Silva (bandolim) e pelo mineiro Lumineiro (washboard, um instrumento que lembra uma tábua de lavar roupa). Os integrantes se conheceram em Porto Alegre, tendo em comum experiências circenses. Entretanto, a banda se formou musicalmente no bairro dos Perdizes de São Paulo, em um casa apelidada de Brick House. Dos cinco integrantes, quatro moravam no local, além de utilizar o espaço para compor suas músicas.

A banda começou tocando nas ruas. Conforme a Revista do Bairro:
"Tudo começou meio despretensiosamente, com um jazz ao piano que embalava os almoços do coletivo. Até que um dia Shapperd teve uma ideia. Por que não sair por aí tocando música de boa qualidade? Em retribuição passariam o chapéu em busca de alguns trocados agradecidos".
Em pouco tempo foram convidados a tocar em locais fechados, com a vantagem de dispor de energia elétrica. Como descreveu Jack Rubens, a "[...] logística impõe algumas coisas. A eletricidade, por exemplo, que a gente não usava na rua. Mas é uma boa escola. Acho que, quando a gente tá no palco, o que mais ajuda que a gente pegou da rua foi o entrosamento com público".
Em 2012, a banda começou a participar de festivais independentes, o que fez com que sua música atingisse um público ainda maior. Um dos maiores nesse ano foi o All Folks no Centro Cultural Rio Verde (São Paulo). O show começou e encerrou com uma marca registrada da banda nesses eventos, que é tocar no meio da audiência, antes de subir no palco. Devido a essa peculiaridade, ao carisma da banda e aos instrumentos inusitados, o show foi animado e considerado pela plateia como "excêntrico". 
Desde sua formação, a banda tem recebido uma boa cobertura pelos meios de comunicação e mídias sociais. Inicialmente, em março de 2012, o programa Altas Horas fez uma série de reportagens com bandas de rua, e a M&A participou dela.

No dia 14 de junho de 2012, a banda lançou o seguinte manifesto em seu blog oficial:
"Vivemos em sociedade, compartilhamos o espaço e principalmente o espaço público. Que por sua vez é de responsabilidade de todos. Se desejamos ruas mais limpas, é nossa obrigação não sujá-las, se queremos um trânsito mais fluido podemos ser mais educados, ou talvez sair mais de bicicleta e menos de carro. Se queremos uma cidade mais agradável devemos cuidar dela. Nós escolhemos fazer música pelas ruas. Optamos por pegar as pessoas de surpresa e transformar a rotina delas. A arte proporciona um ambiente mais prazeroso, mais vivo. A arte influencia diretamente no cotidiano de uma cidade. Ver cores, ouvir música, dançar modifica o clima. Onde as pessoas estão voltadas à produzir arte ou são envolvidas por ela não há violência. O Brasil é um país que produz muita arte genuína, nossa cultura popular é riquíssima e linda. Somos livres para apresentar nosso trabalho pelas ruas e essa é nossa maneira de contribuir para uma cidade mais agradável, para um país melhor"
Na segunda metade de 2012, a banda ainda participou das gravações dos filmes alternativos Modo Ave (de Beto Brant e Lu Brites) e Absurdo Fantástico (de Cisco Vasques), e da novela global Cheias de Charme. Ainda arranjou um espaço na agenda para gravar, em outubro de 2012, as músicas do seu primeiro álbum no Estúdio. Em agosto, a banda participou do projeto PdH Sessions 1 do Papo de Homem.
No início de 2013, a banda realizou uma turnê pela Europa com o apoio do Ministério da Cultura, através do edital de intercâmbio cultural. Ao total foram 20 shows, sendo que oficialmente havia sido marcado apenas 18. A banda alugou uma van, e cruzou de oeste a leste o velho mundo, passando pelo interior da Bélgica, Londres, Paris, além de Berlim, Praga, Gent, Antuérpia, Zult e Istambul. Após a turnê europeia de 2013, a banda foi comentada em um artigo do jornal espanhol El País.
Na segunda metade do ano, a banda ainda participou do programa Arte 1 da TV Uol em agosto e do Programa do Roger da TVCom/RBS em outubro para divulgação do show no Morrostock. Ainda no segundo semestre, a banda participou de festivais importantes no cenário independente: Morrostock (12 de outubro) e Macondo Circus (14 de dezembro), além de um show no SESC Vila Mariana. Em outubro, a banda lançou o seu primeiro álbum, homônimo, lançado pela Big Papa Records. O disco é composto de 11 faixas, sendo uma delas cover de Just a Gigolo (também conhecida apenas por Gigolo), originalmente composta no final dos anos 20 e que recebeu várias versões. O álbum foi disponibilizado para baixar e teve uma boa recepção pela crítica. Com o lançamento do disco, o Monkey Buzz divulgou que o disco estava disponível para baixar e fez um artigo comentando o álbum. Na mesma época, a revista Noise, fez uma matéria com Pedro Pastoriz questionando os discos que marcaram a trajetória pessoal e profissional dele. O lançamento do disco foi realizado no dia 08 de dezembro de 2013, no Auditório Ibirapuera, em São Paulo.
Em 2014, após o lançamento do disco, a banda atingiu um maior respaldo, sendo comentada pela Veja. Também participou de um entrevista no Programa do Jô, encerrando o programa. Além disso, tem tido maior respaldo em movimentos de mídia social, como o Catraca Livre. Em abril a banda participou do Estúdio Show Livre e teve uma entrevista concedida na Monkey Buzz.
Em 2014, a banda recebeu uma cobertura maior da mídia de massa. Dentre os grandes shows, destacam-se os realizados nos dias 10 à 12 de abril no palco do teatro da Caixa Cultural de Recife. No dia 10 de maio a banda fez as gravações do seu primeiro DVD na praça Victor Civita, zona Oeste de São Paulo e participou da Virada Cultural de 2014 no Sesc Consolação, entre os dias 17 e 18 de maio, ao lado de Karina Buhr.
Em janeiro de 2015, lançam os singles “Chuva Ácida” e “Todo Trem”. Em maio , lançam o clipe para “Chuva Ácida”.
Em setembro de 2015, lançam o segundo disco da carreira, intitulado Time is Monkey.
Em agosto de 2019, a banda participa do Goiânia Noise Festival.

## Influências
A Mustache & os Apaches é influenciada principalmente pela aura circense das jug bands norte-americanas, que tocavam em festas de Nova Orleans, e pelos espetáculos de Vaudeville (do francês “voix de ville”, a voz da cidade). Segundo Lumineiro, "são uma versão negra das bandas de teatro vaudeville [espetáculos populares com números musicais], mais quente e improvisado. Sempre fui fã". Porém, há elementos de jazz e música cigana na sua mistura.
O grupo recebeu muitas influências de suas experiências nas ruas, onde começou a tocar. Essa experiência é destacada na entrevista para o site especializado em música Monkey Buzz.

## Integrantes
- Pedro Pastoriz (voz, violão e banjo)
- Tomás Oliveira (voz e baixo)
- Lumineiro (washboard, voz e bateria)
- Axel Flag (voz, percussão e violão)
- Rubens Silva (bandolim e voz)
- Fernando Lima (bateria e percussão)

Elias Figueiredo é o (produtor) da banda.

## Discografia

### Álbuns de estúdio
- Mustache & os Apaches (2013, selo independente, 45 minutos)
- Chuva Ácida (2014, Selo 180, single em vinil, duas músicas, "Chuva Ácida" e "Todo Trem")[22]
- Time is Monkey (2015)
- Single ( 2017, com 4 músicas, Chuva Ácida, Todo Trem, Na Melodia dos Seus Grunhidos e  Durepox)
- Três (2018, selo Mostro Discos)

### DVD
Em fase de produção, foi gravado na praça Victor Civita, zona Oeste de São Paulo.

## Videoclipes
- "Twang" (produzido pela Amnésia Filmes)[28]
- "Chuva Ácida"[23]
- "Todo Trem"
- "Nega Lilu"
- "Orangotango"
- "Gigolo"
- "Le Bateau"
- "Come to Sing With Us"
- "O Sol" (participação de Renato Teixeira)
- "Canalhas"